# ハンナ・タップ
ハンナ・タップ（Hannah Tapp、1995年6月21日 - ）は、アメリカ合衆国の女子バレーボール選手である。

## 来歴

### クラブチーム
ミネソタ州ステュワートヴィル出身。ステュワートヴィル高校からミネソタ大学に進学した。2013年から2016年までゴールデンゴーファーズに在籍し、著名監督ヒュー・マッカーチョンの指導を受けた。2015年、2016年と二年連続でNCAA女子バレーボール選手権準決勝に進出し、2015年にはAVCAオールアメリカンのファーストチーム、2016年にはAVCAセカンドチームメンバーに選出されている。
2017年1月にドイツブンデスリーガのシュヴェリーンSCは、アンニャ・ブラントの病気療養により欠員となったミドルブロッカーとして、タップと契約した。同月25日のチャンピオンズリーグ・LPカンガサラ（フィンランド）との一戦に出場して国際試合デビュー戦を3-0の白星で飾った。またシュヴェリーンSCは同シーズンにドイツ選手権の優勝を果たした。
2017/18シーズンはイタリアのイル・ビゾンテ・フィレンツェと契約し移籍した。
2019年、V.LEAGUE DIVISION1の日立リヴァーレ（現・日立Astemoリヴァーレ）に移籍した。
2023年5月23日、2022-23シーズン終了をもって日立Astemoリヴァーレを退団すると発表された。

### 代表チーム
2017年、アメリカ代表に初選出された。同年7月のバレーボール・ワールドグランプリでは合衆国代表メンバーに名を連ねた。2019年、ワールドカップに出場し銀メダルを獲得した。2021年、ネーションズリーグで金メダルを獲得した。2022年、世界選手権に出場し4位となった。

## 私生活
ハンナは双子で、妹のペイジもバレーボール選手で、同じアメリカ合衆国代表である。

## 球歴
- 世界選手権 - 2022年
- ワールドカップ - 2019年
- ネーションズリーグ - 2019年、2021年、2022年

## 所属チーム
- ステュワートヴィル・タイガース（-2013年）
- ミネソタ大学ゴールデンゴーファーズ（2013-2016年）
- シュヴェリーンSC（2017年）
- イル・ビゾンテ・フィレンツェ（2017-2018年）
- バレー・ベルガモ（2018-2019年）
- 日立Astemoリヴァーレ（2019-2023年）
- サンディエゴ・モジョ（英語版）（2024年）

## 受賞歴
- 2015年 - AVCAオールアメリカン ファーストチーム
- 2016年 - AVCAオールアメリカン セカンドチーム
- 2019年 - パンアメリカンカップ　ベストミドルブロッカー賞
- 2020年 - 2019/20 V.League Division 1 ブロック賞[16]